# 당진 안민학 애도문 및 백자명기
당진 안민학 애도문 및 백자명기(唐津 安敏學 哀悼文 및 白磁明器)는 대한민국 충청남도 당진시 원당동에 있는 애도문과 백자명기이다. 2018년 8월 10일 충청남도의 유형문화재 제243호로 지정되었다.

## 개요
『당진 안민학 애도문 및 백자명기』는 1978년 안 씨 문중에서 조모(현풍곽 씨)의 묘를 이장하는 과정에서 발견되었다.
애도문은 16세기의 것으로서 임진왜란 이전의 표기법, 음운, 어휘 등 중세 국어의 모습을 살피고 확인할 수 있으며 당시 사대부가의 생활 문화사적 측면을 엿볼 수 있는 귀중한 자료이다.
또한, 백자명기는 16세기 후반의 전형을 보여주는 백자이다.
『당진 안민학 애도문 및 백자명기』는 중세 시기 국어 및 생활 문화 연구와 조선 백자 연구에 중요한 자료로 이에 대한 역사적, 문화사적, 국문학적 가치가 높다.